# Symplecis petiolata
Symplecis petiolata là một loài tò vò trong họ Ichneumonidae.